# Acropimpla leucostoma
Acropimpla leucostoma là một loài tò vò trong họ Ichneumonidae.